# 北京首鋼籃球倶楽部
北京首鋼籃球倶楽部（簡体字:北京首钢篮球俱乐部、英語：Beijing Shougang Basketball Club）は、中国プロバスケットボールリーグ（CBA）に所属するプロバスケットボールチームである。本拠地は北京。北京首鋼集団がスポンサーとなっている。
ホームアリーナはキャデラック・アリーナ。チーム名としては、「北京鴨首鋼チーム（北京鸭首钢队）」などと記されることもある。日本語表記では、北京ダックスとも記される。

## 歴史
1956年に前身の北京男子籃球隊が発足。全国甲級バスケットボール大会が開催され、初回大会で優勝。
1988年より北京首鋼集団が協賛し、正式名称を北京首鋼籃球隊（中国語：北京首钢篮球队）とする。
1995年より北京鴨首鋼隊（北京鸭首钢队）として、中国プロバスケットボールリーグに初年度より参戦。
1997年、北京市体育局と共同で改組、正式名称を北京首鋼籃球倶楽部（北京首钢篮球俱乐部）とする。
1998年に北京体育師範学院の精獅籃球倶楽部と合併し、北京首鋼京師籃球倶楽部として発足。
2005年に北京金隅男籃倶楽部と改名。
2014年9月、金隅集団が協賛契約継続出来ず、北京首鋼籃球倶楽部と再度改名。

## 主な歴代所属選手
- 閔鹿蕾
- 巴特爾
- 單濤
- 焦健
- 張雲松
- 陳磊
- 孫明明
- ステフォン・マーブリー
- ジェレミー・リン